# Lista de municípios de Goiás por IFDM
Esta é uma lista de municípios de Goiás ordenados por Índice FIRJAN de Desenvolvimento Municipal (IFDM) conforme dados divulgados pelo Sistema FIRJAN em 2015 com base no ano de 2013.
O Índice FIRJAN de Desenvolvimento Municipal (IFDM) é um estudo anual criado para acompanhar o desenvolvimento humano, econômico e social dos municípios do Estado do Rio de Janeiro e do Brasil (5.565 no total), com base exclusivamente em estatísticas oficiais. Ele leva em conta três indicadores: emprego e renda como um único indicador e  educação e saúde como indicadores separados, cada qual com um conjunto respectivo de variáveis. Devido às suas características, a ferramenta tem servido como uma fotografia de políticas públicas e como fonte para "estudos nacionais e internacionais a respeito do desenvolvimento brasileiro". Mesmo porque seu resultado é capaz de retratar o nível de desenvolvimento de cada cidade e, assim, dar uma ideia sobre a qualidade de vida de seus cidadãos.
O IFDM é semelhante ao Índice de Desenvolvimento Humano (IDH), calculado pela ONU. Uma diferença entre ambos é que os dados do IFDM “podem ser coletados todo ano”, ao passo que os do IDH só são levantados uma vez por década, pois dependem de “dados do censo demográfico, realizado a cada 10 anos.”

## Categorias

Mapa do IFDM do Estado de Goiás em 2013.Legenda:
Alto (12 municípios)
Moderado (205 municípios)
Regular (26 municípios)
Baixo (nenhum município)
Sem dados (3 município)

O índice varia de zero (valor mínimo) até 1 (valor máximo), sendo considerado:
- Alto, resultados superiores a 0,8 pontos;
- Moderado, resultados entre 0,6 e 0,8 pontos;
- Regular, resultados entre 0,4 e 0,6 pontos;
- Baixo, resultados inferiores a 0,4 pontos;

## Lista dos municípios
| Posição                  | Município                   | IFDM Consolidado (2013) |
| Desenvolvimento alto     | Desenvolvimento alto        | Desenvolvimento alto    |
| ------------------------ | --------------------------- | ----------------------- |
| 1º                       | Itumbiara                   | 0.8540                  |
| 2º                       | Catalão                     | 0.8422                  |
| 3º                       | Chapadão do Céu             | 0.8409                  |
| 4º                       | Rio Verde                   | 0.8298                  |
| 5º                       | Goiânia                     | 0.8209                  |
| 6º                       | Jataí                       | 0.8154                  |
| 7º                       | Marzagão                    | 0.8122                  |
| 8º                       | Ceres                       | 0.8107                  |
| 9º                       | Goiatuba                    | 0.8069                  |
| 10º                      | Palminópolis                | 0.8047                  |
| 11º                      | Caldas Novas                | 0.8041                  |
| 12º                      | Morrinhos                   | 0.8029                  |
| Desenvolvimento moderado |                             |                         |
| 13º                      | Anápolis                    | 0.7987                  |
| 14º                      | Abadia de Goiás             | 0.7976                  |
| 15º                      | Perolândia                  | 0.7957                  |
| 15º                      | Quirinópolis                | 0.7957                  |
| 17º                      | Santo Antônio de Goiás      | 0.7843                  |
| 18º                      | Urutaí                      | 0.7806                  |
| 19º                      | Avelinópolis                | 0.7770                  |
| 20º                      | Rubiataba                   | 0.7764                  |
| 21º                      | Panamá                      | 0.7756                  |
| 22º                      | Palmeiras de Goiás          | 0.7753                  |
| 23º                      | Nerópolis                   | 0.7748                  |
| 24º                      | Aporé                       | 0.7740                  |
| 25º                      | Edéia                       | 0.7708                  |
| 26º                      | Aparecida de Goiânia        | 0.7706                  |
| 27º                      | Itaguari                    | 0.7657                  |
| 28º                      | Cachoeira Dourada           | 0.7638                  |
| 29º                      | Rio Quente                  | 0.7622                  |
| 30º                      | Mineiros                    | 0.7620                  |
| 30º                      | Cristalina                  | 0.7620                  |
| 32º                      | São Simão                   | 0.7615                  |
| 33º                      | Montes Claros de Goiás      | 0.7594                  |
| 34º                      | Barro Alto                  | 0.7581                  |
| 35º                      | Diorama                     | 0.7578                  |
| 36º                      | Lagoa Santa                 | 0.7574                  |
| 36º                      | Edealina                    | 0.7574                  |
| 38º                      | Itaberaí                    | 0.7558                  |
| 39º                      | São Patrício                | 0.7546                  |
| 40º                      | Cachoeira de Goiás          | 0.7507                  |
| 41º                      | Cachoeira Alta              | 0.7460                  |
| 42º                      | Iporá                       | 0.7458                  |
| 43º                      | Matrinchã                   | 0.7445                  |
| 44º                      | Vicentinópolis              | 0.7440                  |
| 45º                      | Santa Bárbara de Goiás      | 0.7430                  |
| 46º                      | Guapó                       | 0.7422                  |
| 47º                      | Mossâmedes                  | 0.7418                  |
| 48º                      | Ipameri                     | 0.7417                  |
| 49º                      | Porteirão                   | 0.7391                  |
| 50º                      | Amorinópolis                | 0.7381                  |
| 51º                      | Corumbaíba                  | 0.7373                  |
| 52º                      | Uruaçu                      | 0.7368                  |
| 53º                      | Arenópolis                  | 0.7365                  |
| 54º                      | Três Ranchos                | 0.7363                  |
| 55º                      | Itauçu                      | 0.7357                  |
| 56º                      | Alto Horizonte              | 0.7356                  |
| 57º                      | Jaraguá                     | 0.7349                  |
| 58º                      | Senador Canedo              | 0.7339                  |
| 59º                      | Morro Agudo de Goiás        | 0.7329                  |
| 60º                      | Santa Rita do Araguaia      | 0.7324                  |
| 61º                      | Araçu                       | 0.7307                  |
| 62º                      | Jesúpolis                   | 0.7306                  |
| 63º                      | Moiporá                     | 0.7303                  |
| 64º                      | Campo Alegre de Goiás       | 0.7297                  |
| 65º                      | Pilar de Goiás              | 0.7285                  |
| 66º                      | Santa Helena de Goiás       | 0.7274                  |
| 67º                      | Cromínia                    | 0.7267                  |
| 68º                      | Nazário                     | 0.7265                  |
| 69º                      | Inaciolândia                | 0.7260                  |
| 70º                      | Turvelândia                 | 0.7258                  |
| 71º                      | Goianésia                   | 0.7251                  |
| 72º                      | Inhumas                     | 0.7243                  |
| 72º                      | Palmelo                     | 0.7243                  |
| 74º                      | São Luís de Montes Belos    | 0.7240                  |
| 75º                      | Jandaia                     | 0.7239                  |
| 76º                      | Castelândia                 | 0.7225                  |
| 77º                      | Nova Aurora                 | 0.7224                  |
| 78º                      | Uruana                      | 0.7222                  |
| 79º                      | Brazabrantes                | 0.7221                  |
| 80º                      | Buriti de Goiás             | 0.7208                  |
| 81º                      | Santa Tereza de Goiás       | 0.7201                  |
| 82º                      | Santa Fé de Goiás           | 0.7198                  |
| 83º                      | Montividiu                  | 0.7187                  |
| 83º                      | Itaguaru                    | 0.7187                  |
| 85º                      | São Miguel do Araguaia      | 0.7167                  |
| 86º                      | Córrego do Ouro             | 0.7160                  |
| 87º                      | Luziânia                    | 0.7151                  |
| 88º                      | Hidrolândia                 | 0.7147                  |
| 89º                      | Bela Vista de Goiás         | 0.7139                  |
| 90º                      | Ouro Verde de Goiás         | 0.7132                  |
| 91º                      | Água Limpa                  | 0.7131                  |
| 92º                      | Goiás                       | 0.7129                  |
| 93º                      | Davinópolis                 | 0.7120                  |
| 94º                      | Ipiranga de Goiás           | 0.7118                  |
| 95º                      | Aurilândia                  | 0.7115                  |
| 96º                      | Rialma                      | 0.7109                  |
| 97º                      | São Francisco de Goiás      | 0.7088                  |
| 98º                      | Pires do Rio                | 0.7086                  |
| 99º                      | Acreúna                     | 0.7083                  |
| 100º                     | Formosa                     | 0.7076                  |
| 101º                     | Fazenda Nova                | 0.7075                  |
| 102º                     | Indiara                     | 0.7069                  |
| 103º                     | Aloândia                    | 0.7068                  |
| 104º                     | Carmo do Rio Verde          | 0.7059                  |
| 105º                     | Jussara                     | 0.7058                  |
| 106º                     | Anicuns                     | 0.7057                  |
| 107º                     | Mozarlândia                 | 0.7046                  |
| 108º                     | Portelândia                 | 0.7031                  |
| 109º                     | Rianápolis                  | 0.7027                  |
| 110º                     | Sanclerlândia               | 0.7022                  |
| 111º                     | Pirenópolis                 | 0.7019                  |
| 112º                     | Gameleira de Goiás          | 0.7010                  |
| 113º                     | Itarumã                     | 0.7008                  |
| 114º                     | Firminópolis                | 0.7004                  |
| 115º                     | Itajá                       | 0.7001                  |
| 116º                     | Goianira                    | 0.7000                  |
| 117º                     | Ouvidor                     | 0.6974                  |
| 118º                     | Paraúna                     | 0.6965                  |
| 119º                     | Novo Brasil                 | 0.6963                  |
| 120º                     | Silvânia                    | 0.6960                  |
| 121º                     | Pontalina                   | 0.6950                  |
| 122º                     | Mairipotaba                 | 0.6942                  |
| 123º                     | Porangatu                   | 0.6930                  |
| 124º                     | Gouvelândia                 | 0.6914                  |
| 125º                     | Buriti Alegre               | 0.6913                  |
| 126º                     | Nova Iguaçu de Goiás        | 0.6896                  |
| 127º                     | Guarinos                    | 0.6885                  |
| 128º                     | Caçu                        | 0.6878                  |
| 129º                     | Cumari                      | 0.6873                  |
| 130º                     | Professor Jamil             | 0.6870                  |
| 131º                     | Novo Planalto               | 0.6859                  |
| 132º                     | Taquaral de Goiás           | 0.6855                  |
| 133º                     | Orizona                     | 0.6848                  |
| 134º                     | Nova Glória                 | 0.6840                  |
| 135º                     | Alexânia                    | 0.6811                  |
| 136º                     | Minaçu                      | 0.6808                  |
| 137º                     | Adelândia                   | 0.6803                  |
| 138º                     | Joviânia                    | 0.6783                  |
| 139º                     | São Luíz do Norte           | 0.6776                  |
| 140º                     | Piranhas                    | 0.6766                  |
| 141º                     | Trindade                    | 0.6764                  |
| 142º                     | Britânia                    | 0.6760                  |
| 142º                     | Campos Belos                | 0.6760                  |
| 144º                     | Itapuranga                  | 0.6759                  |
| 145º                     | Valparaíso de Goiás         | 0.6749                  |
| 146º                     | Bom Jesus de Goiás          | 0.6730                  |
| 147º                     | Crixás                      | 0.6721                  |
| 148º                     | Paranaiguara                | 0.6714                  |
| 149º                     | Caturaí                     | 0.6707                  |
| 149º                     | Serranópolis                | 0.6707                  |
| 151º                     | São Miguel do Passa-Quatro  | 0.6697                  |
| 152º                     | Nova América                | 0.6692                  |
| 153º                     | Jaupaci                     | 0.6682                  |
| 154º                     | Heitoraí                    | 0.6674                  |
| 155º                     | Caldazinha                  | 0.6659                  |
| 156º                     | Santa Isabel                | 0.6649                  |
| 157º                     | Terezópolis de Goiás        | 0.6645                  |
| 158º                     | Caiapônia                   | 0.6644                  |
| 159º                     | Santa Terezinha de Goiás    | 0.6635                  |
| 160º                     | Varjão                      | 0.6634                  |
| 161º                     | São João da Paraúna         | 0.6619                  |
| 162º                     | Itapaci                     | 0.6618                  |
| 163º                     | Novo Gama                   | 0.6616                  |
| 164º                     | Aparecida do Rio Doce       | 0.6614                  |
| 165º                     | Mutunópolis                 | 0.6605                  |
| 166º                     | Vila Propício               | 0.6603                  |
| 167º                     | Cidade Ocidental            | 0.6586                  |
| 168º                     | Abadiânia                   | 0.6585                  |
| 169º                     | Nova Veneza                 | 0.6582                  |
| 170º                     | Planaltina                  | 0.6570                  |
| 171º                     | Itapirapuã                  | 0.6563                  |
| 172º                     | Aruanã                      | 0.6561                  |
| 172º                     | Santo Antônio da Barra      | 0.6561                  |
| 174º                     | Vila Boa                    | 0.6523                  |
| 174º                     | Mara Rosa                   | 0.6523                  |
| 176º                     | Santa Cruz de Goiás         | 0.6514                  |
| 177º                     | Buritinópolis               | 0.6512                  |
| 178º                     | Cabeceiras                  | 0.6498                  |
| 179º                     | Leopoldo de Bulhões         | 0.6492                  |
| 180º                     | Cristianópolis              | 0.6491                  |
| 181º                     | Alto Paraíso de Goiás       | 0.6490                  |
| 182º                     | Niquelândia                 | 0.6474                  |
| 183º                     | Turvânia                    | 0.6469                  |
| 184º                     | Israelândia                 | 0.6463                  |
| 185º                     | Faina                       | 0.6461                  |
| 186º                     | Goiandira                   | 0.6446                  |
| 187º                     | Aragarças                   | 0.6439                  |
| 188º                     | Ivolândia                   | 0.6427                  |
| 189º                     | Piracanjuba                 | 0.6423                  |
| 190º                     | Damolândia                  | 0.6417                  |
| 191º                     | Alvorada do Norte           | 0.6411                  |
| 192º                     | Campestre de Goiás          | 0.6394                  |
| 193º                     | Bonfinópolis                | 0.6377                  |
| 194º                     | Palestina de Goiás          | 0.6360                  |
| 195º                     | Montividiu do Norte         | 0.6273                  |
| 196º                     | Mundo Novo                  | 0.6257                  |
| 197º                     | Doverlândia                 | 0.6239                  |
| 198º                     | Campo Limpo de Goiás        | 0.6220                  |
| 199º                     | Damianópolis                | 0.6211                  |
| 200º                     | Santa Rita do Novo Destino  | 0.6186                  |
| 201º                     | Cezarina                    | 0.6184                  |
| 202º                     | Corumbá de Goiás            | 0.6182                  |
| 203º                     | São João d'Aliança          | 0.6174                  |
| 204º                     | Hidrolina                   | 0.6156                  |
| 205º                     | Campinorte                  | 0.6149                  |
| 206º                     | Estrela do Norte            | 0.6141                  |
| 207º                     | Bom Jardim de Goiás         | 0.6131                  |
| 208º                     | Água Fria de Goiás          | 0.6125                  |
| 209º                     | Campinaçu                   | 0.6120                  |
| 210º                     | Uirapuru                    | 0.6091                  |
| 211º                     | Vianópolis                  | 0.6090                  |
| 211º                     | Simolândia                  | 0.6090                  |
| 213º                     | Guaraíta                    | 0.6075                  |
| 213º                     | Bonópolis                   | 0.6075                  |
| 215º                     | Iaciara                     | 0.6064                  |
| 216º                     | Goianápolis                 | 0.6053                  |
| 217º                     | Araguapaz                   | 0.6013                  |
| Desenvolvimento regular  |                             |                         |
| 218º                     | Petrolina de Goiás          | 0.5983                  |
| 219º                     | Posse                       | 0.5972                  |
| 220º                     | Amaralina                   | 0.5951                  |
| 221º                     | Anhanguera                  | 0.5947                  |
| 222º                     | Colinas do Sul              | 0.5856                  |
| 223º                     | Santo Antônio do Descoberto | 0.5835                  |
| 224º                     | Teresina de Goias           | 0.5833                  |
| 224º                     | Padre Bernardo              | 0.5833                  |
| 226º                     | Cocalzinho de Goiás         | 0.5808                  |
| 227º                     | Aragoiânia                  | 0.5786                  |
| 228º                     | Campos Verdes               | 0.5772                  |
| 229º                     | Nova Roma                   | 0.5736                  |
| 230º                     | Mambaí                      | 0.5668                  |
| 231º                     | Formoso                     | 0.5650                  |
| 232º                     | Cavalcante                  | 0.5648                  |
| 233º                     | Águas Lindas de Goiás       | 0.5637                  |
| 234º                     | Maurilândia                 | 0.5607                  |
| 235º                     | Nova Crixás                 | 0.5588                  |
| 236º                     | Mimoso de Goiás             | 0.5575                  |
| 237º                     | Monte Alegre de Goiás       | 0.5538                  |
| 238º                     | São Domingos                | 0.5422                  |
| 239º                     | Divinópolis de Goiás        | 0.5274                  |
| 240º                     | Guarani de Goiás            | 0.5257                  |
| 241º                     | Americano do Brasil         | 0.5207                  |
| 242º                     | Flores de Goiás             | 0.5185                  |
| 243º                     | Baliza                      | 0.4760                  |
| Desenvolvimento baixo    |                             |                         |
| nenhum município         |                             |                         |
| Sem dados                |                             |                         |
| Santa Rosa de Goiás      |                             |                         |
| Trombas                  |                             |                         |
| Sítio d'Abadia           |                             |                         |